# César Nicolás Penson
César Nicolás Penson (22 de enero de 1855 - 29 de octubre de 1901) fue un escritor, abogado y poeta dominicano. Su obra Cosas añejas (1891) es considerada una de las obras representativas de la literatura dominicana del siglo XIX.

## Biografía
Hijo de Willian Penson Herrera (hijo de Nicolás Penson Tride, inglés, y Úrsula Herrera de Frómeta, dominicana) y Juana Tejera Díaz, asistió a una escuela de primeras letras donde aprendió a leer y a escribir. Posteriormente, asistió al colegio San Luis Gonzaga de su ciudad natal, donde perfeccionó sus estudios de idiomas, música y matemáticas destacándose desde temprana edad en el mundo de las letras.
Trabajó en la administración pública como escribiente en el Tribunal de Primera Instancia de la provincia de Santo Domingo y, desde ese momento, soñó con ser abogado. En 1875,Penson vivía en Puerto Plata donde comenzó su carrera como periodista, colaborando en El Porvenir y El Ciudadano.
En esa misma ciudad fundó el periódico La Idea y fue censurado por un artículo que escribió. Allí fundó el periódico El Telegrama, primer diario del país por el que se le considera el padre del periodismo dominicano. Además, también fueron fundados por él El Diario del Ozama y La Lucha Activa, y fue colaborador de la revista Letras y Ciencias y de los periódicos el Listín Diario y El Teléfono.
Fue profesor del Instituto para Señoritas de Salomé Ureña de Henríquez. En la literatura dominicana se distinguió como escritor y poeta, incursionó en la crítica literaria, y fue un excelente traductor.
Se graduó de abogado el 2 de noviembre de 1892 y pasó a ser oficial del Ministerio Público de Justicia e Instrucción y secretario controlador de la Junta Directa de Estudios. Años más tarde fue nombrado presidente del Tribunal de Primera Instancia del distrito de Santo Domingo.
Contrajo matrimonio el 29 de abril de 1880 con Francisca Antonia Rodríguez Montaño, con quien tuvo ocho hijos, y murió en la ciudad donde había nacido 46 años antes, el 29 de octubre de 1901.

## Obras
1Cosas añejas: Tradiciones y episodios de Santo Domingo.Santo Domingo, 1890.
2Reseña histórico-crítica de la poesía en Santo Domingo. San Pedro de Macoris:Ouisqueya, 1892.
3- Cosas añejas: 1899